# CVnCoV
CVnCoV, popularmente conhecida como vacina contra COVID-19 da CureVac, é uma vacina de mRNA contra COVID-19 sendo desenvolvida pela farmacêutica alemã CureVac em contato com a Coalizão para Inovações em Preparação para Epidemias e diversas outras organizações e autoridades. Testes de fase III do imunizante vem sendo realizados na Alemanha, Bélgica, Países Baixos, Espanha, México, Peru, e envolvem 39 020 participantes.

## Pesquisa clínica

### Fases I e II
Na metade de junho de 2020, o estudo clínico de fase I se iniciou e acabou contando com a participação de 280 voluntários espalhados pela Alemanha e Ghent, Bélgica. Testes de fase IIa começaram no final de setembro, contaram com 674 participantes e ocorreram no Peru e Panamá. Em novembro, a CureVac anunciou que a fase I de testes demonstrou que a vacina candidata foi bem tolerada, é segura e produziu resposta imune robusta.

### Fase III
Na metade de dezembro de 2020, um estudo global de fase IIb/III da CVnCoV começou a ocorrer tanto na Europa quanto na América Latina, com a participação de 36 500 voluntários espalhados pela Alemanha, Bélgica, Países Baixos, Espanha, México e Peru. No final de dezembro de 2020, testes de fase III independentes do estudo global se iniciaram em Mainz, Alemanha, envolvendo 2520 profissionais da saúde. A Bayer apoiará os testes de fase III e sua logística internacional, podendo também se envolver na fabricação do imunizante caso se mostre seguro e eficaz. Em fevereiro de 2021, a Agência Europeia de Medicamentos começou o processo de análise contínua dos dados da vacina.

## Produção e armazenamento
A CureVac espera produzir na Europa, com a ajuda de parceiros, 300 milhões de doses do imunizante em 2021 e 600 milhões em 2022. A União Europeia fechou um acordo com a farmacêutica para a compra de 225 milhões de doses da vacina, com a possibilidade de comprar mais outras 180 milhões se necessário.
Diferente das vacinas Tozinameran (da Pfizer) e MRNA-1273 (da Moderna), a CVnCoV usa um mRNA não modificado que é menos afetado pela hidrólise, possibilitando seu armazenamento em refrigeradores comuns por até três meses.